# 斯氏瘦獅子魚
斯氏瘦獅子魚，為輻鰭魚綱鮋形目杜父魚亞目獅子魚科的其中一種，分布於西印度洋的印度西南部海脊海域，棲息深度可達350公尺，體長可達3.7公分，為深海底棲性魚類，屬肉食性，生活習性不明。

## 擴展閱讀
- 維基物種上的相關：斯氏瘦獅子魚